# ليام ماكفرلين
ليام ماكفرلين هو متزلج على مسار قصير كندي، ولد في 30 ديسمبر 1985 في مدسين هات في كندا.

## وصلات خارجية
- ليام ماكفرلين على موقع ShortTrackOnLine.info (الإنجليزية)